# 神がかりクロスハート!
『神がかりクロスハート!』（かみがかりクロスハート）はういんどみるから10周年記念タイトルの第1弾として2012年5月25日に発売された18禁恋愛アドベンチャーゲームである。

## あらすじ
両親の海外転勤のため、主人公・天ヶ瀬翔悟は山間の田舎町「天見崎町」に10年ぶりに戻ってきた。幼なじみや従兄妹と再会した夜、風呂に入っていた翔悟の目の前にその幼なじみが裸で飛び込んできた。彼女には神使（しんし）と呼ばれる犬によって『神通力』なる不思議な力を与えられていた。神使によると願いを叶えるために使わされたらしい。その謎を解く間もなくさらにクラスメイトや同居する従兄妹までが神使憑きに。こうして彼の新生活は始まった。

## 登場人物
（出典：）

### 主人公
天ヶ瀬 翔悟（あまがせ しょうご）
両親の海外転勤により親戚の経営する温泉旅館『瑞葉荘』（みずはそう）に世話になることになり、10年ぶりに天見崎町に帰ってきた。

### メインヒロイン
七咲 杏子（ななさき あんず）
声 - 有栖川みや美
翔悟がこの町に住んでいたころのお隣さんで幼なじみ。あだ名は「わんこ」。無邪気にはしゃぐことが多いがとろい面もあり転んだり置いてけぼりにされたりすることもある。
こねこと仲がよく2人でいることが多い。
神使はミサキ犬。神通力は「神足通」（じんそくつう）。瞬間移動ができるが、効力は本人のみのため使用すると裸になってしまうことになる。
神楽坂 こねこ（かぐらざか こねこ）
声 - 小倉結衣
杏子の親友。杏子が大好きだが、翔悟とは杏子を巡り不穏な空気になることもある。元気で勝気だが実は寂しがり屋。
御崎神社の裏にいる野良猫の世話をしている。
神使はミサキ猫。神通力は「他心通」（たしんつう）。いわゆる読心術。
汐崎 聖（しおさき ひじり）
声 - 波奈束風景
翔悟の従兄妹(母同士が姉妹)で、彼が居候することになる温泉旅館『瑞葉荘』の一人娘でもある。杏子ほどではないが翔悟とはよく遊んでいた。翔悟たちをからかうこともあるが、いざと言う時はストッパーにもなる。
旅館の手伝いにも慣れていて家事全般をこなす。
神使は聖猫（ひじりねこ）。神通力は「天眼通」（てんげんつう）。いわゆる千里眼で、場合によっては違う世界のものも見ることができる。

### 隠しヒロイン
杏子、こねこ、聖の3人のうち1人をクリアすると攻略可能になる。
狐塚 沙菜（こづか さな）
声 - 海原エレナ
翔悟より1学年上の謎めいた先輩。お茶漬けが趣味で何でもお茶漬けにしたがる癖がある。
神使憑きではないが特殊な力を持っている。
宮乃 青梅（みやの おうめ）
声 - 神楽舞
天見崎町の高台にある御崎神社の巫女で1学年上の先輩。神職についているため杏子たちの神使についてもいろいろ知っておりよき相談相手になっている。
神使の長である新使長（しんしちょう）が憑いており、ときどき表に出てくる。

### サブキャラクター
小巻 香奈恵（こまき かなえ）
声 - 羽鳥いち
翔悟のクラスメイトで、オカルト研究会（オカ研）の副会長。オカルトのこととなると目がない。
昨年度のオカ研部員は小巻と前会長だけであり、今年新1年生で入部したのが美代だけだったため、現在のオカ研実働メンバーは小巻と美代の二人だけ（残りは幽霊部員）。本来会長に繰り上がるところだが、会長候補として沙菜に目を付けており、副会長の地位に留まっている。そのためオカ研の会長は不在。青梅もオカルト研究会に勧誘したことがあり、断られはしたが以後懇意にしてもらっている。
西小路 美代（にしこうじ みよ）
声 - 雪都さお梨
オカ研の一年生で、会報誌のカメラマン。いつも私物のカメラを首から下げている。この作品唯一の後輩で、お茶目な性格の持ち主。
汐崎 瑞葉（しおさき みずは）
声 - 岬友美
聖の母で瑞葉荘の女将。翔悟の母の妹に当たる。ただし年齢の話題は禁句で、「若くて綺麗ですね」と言うとわざわざ『若くて』をつけたことに対して怒る。
ときどき暴走しては聖に突っ込まれるが、旅館の経営に関しては完璧。聖と翔悟が結婚して旅館を継いで欲しいと思っている。

## 開発
本作はういんどみる10周年記念タイトルの第1弾として、「初心、そして原点回帰」をコンセプトに制作された。「萌え」と「エッチ」を両立させたタイトルを美少女ゲームファンに届け続けるという、ういんどみるの初心に忠実に立ち返ったものであるという。

### キャスティング
サブキャラクターである香奈恵役の羽鳥いちは本作がデビュー作である。ボーイッシュなキャラクターだと思って収録に臨むも、スタジオでちょっとイメージと違うと指摘された上、初めてで緊張していたこともあり、用意された5時間で60ワードしか収録できなかったという。

## スタッフ
（出典：）
- キャラクターデザイン・原画 - 鳴海ゆう、有河サトル
- シナリオ - ちゃとら、高嶋栄二、保住圭
- 音楽 - Ecnemuse

## 主題歌
全作詞 - ayachi / 作・編曲 - 藤田淳平（Elements Garden）
オープニングテーマ「神がかりクロスハート!」
歌 - NANA
エンディングテーマ「風とキミの足跡」
歌 - 新田恵海

## サウンドトラック
神がかりクロスハート! Sound track CD『神使』
初回特典として主題歌2曲と全BGMの合計34曲を収録した「神がかりクロスハート! Sound track CD『神使』」が添付された。
| #         | タイトル                                      | 作詞      | 作曲     | 時間 |
| --------- | --------------------------------------------- | --------- | -------- | ---- |
| 1.        | 「神がかりクロスハート!」(歌：NANA)           | ayachi    | 藤田淳平 | 4:19 |
| 2.        | 「田舎町の喧騒」                              |           | Ecnemuse | 1:15 |
| 3.        | 「平穏に弾む心」                              |           | Ecnemuse | 1:15 |
| 4.        | 「子犬の戯れ」                                |           | Ecnemuse | 1:10 |
| 5.        | 「気まぐれ模様」                              |           | Ecnemuse | 1:11 |
| 6.        | 「Hop Step Dive」                             |           | Ecnemuse | 1:06 |
| 7.        | 「神前の心持ち」                              |           | Ecnemuse | 1:15 |
| 8.        | 「賑わいの日常」                              |           | Ecnemuse | 1:17 |
| 9.        | 「黄昏の通り道」                              |           | Ecnemuse | 1:33 |
| 10.       | 「柔らかな夕日に照らされて」                  |           | Ecnemuse | 1:24 |
| 11.       | 「静寂の中で」                                |           | Ecnemuse | 1:18 |
| 12.       | 「見果てぬ空に」                              |           | Ecnemuse | 1:25 |
| 13.       | 「ハプニングステップ」                        |           | Ecnemuse | 0:59 |
| 14.       | 「妖艶ハプニング」                            |           | Ecnemuse | 1:22 |
| 15.       | 「オカルト研究会出動!」                       |           | Ecnemuse | 1:21 |
| 16.       | 「非日常の入り口」                            |           | Ecnemuse | 1:27 |
| 17.       | 「沸き立つ心」                                |           | Ecnemuse | 1:27 |
| 18.       | 「非日常の世界」                              |           | Ecnemuse | 1:10 |
| 19.       | 「さみしさとせつなさと」                      |           | Ecnemuse | 1:20 |
| 20.       | 「安らぐ心」                                  |           | Ecnemuse | 1:27 |
| 21.       | 「ハピネス・ハート」                          |           | Ecnemuse | 1:23 |
| 22.       | 「初めての温もり」                            |           | Ecnemuse | 1:27 |
| 23.       | 「甘い世界」                                  |           | Ecnemuse | 1:24 |
| 24.       | 「セピア色の風景」                            |           | Ecnemuse | 1:17 |
| 25.       | 「神秘の扉」                                  |           | Ecnemuse | 1:15 |
| 26.       | 「未来へ馳せた願い」                          |           | Ecnemuse | 1:28 |
| 27.       | 「綻びの世界」                                |           | Ecnemuse | 1:33 |
| 28.       | 「哀愁に抱かれて」                            |           | Ecnemuse | 1:24 |
| 29.       | 「まだ見ぬ夢の中で」                          |           | Ecnemuse | 1:27 |
| 30.       | 「絆の力」                                    |           | Ecnemuse | 1:18 |
| 31.       | 「明日への思い」                              |           | Ecnemuse | 1:37 |
| 32.       | 「風とキミの足跡」(歌：新田恵海)              | ayachi    | 藤田淳平 | 4:22 |
| 33.       | 「神がかりクロスハート! -instrumental ver.-」 |           | 藤田淳平 | 4:19 |
| 34.       | 「風とキミの足跡 -instrumental ver.-」        |           | 藤田淳平 | 4:20 |
| 合計時間: | 合計時間:                                     | 合計時間: | 57:35    |      |